# Sporofit
Sporofit ali sporogon je diploidni mnogocelični rastlinski osebek, katerega prva faza je diploidna zigota, ob zrelosti pa preko mejotske delitve proizvede haploidne spore. Sporangij ali trosovnik je struktura na sporofitu, v kateri se tvorijo spore ali trosi. Za rastline in nekatere druge evkariontske organizme (recimo alge in glive) je značilen življenjski cikel, v katerem se izmenjujeta nespolna generacija, ki je diploidna (tj. sporofit), in spolna generacija, za katero je značilna haploidnost (tj. gametofit). Ta proces imenujemo metageneza oziroma prerod ali menjava generacij. Izraz sporofit izvira iz grških besed spora (seme, setev) in phyton (rastlina).

## Osnovne značilnosti
Sporofit predstavlja diploidno fazo v življenju rastlin, ki nastaja z združitvijo dveh raznospolnih gamet oziroma spolnih celic (moške spermalne celice in ženske jajčne celice). Na sporofitski rastlini se tvorijo posebni razmnoževalni organi, ki se imenujejo sporangiji. V teh strukturah se nahajajo diploidne celice sporocite ali materinske spore, ki doživijo redukcijsko delitev (mejozo), v okviru katere nastajajo spore, ki so haploidne (ploidnost se zaradi mejoze razpolovi). Ker so takšne spore posledica mejotske delitve, jim pravimo tudi mejospore (meiospore), sporangiju pa mejosporangij (meiosporangij). Ob zrelosti sporangiji sprostijo spore, ki se nahajajo v njihovi notranjosti.
Metageneza rastlin je zelo variabilna in tudi pri sporofitih različnih taksonov se lahko pojavljajo razlike. Tako se pri nekaterih rastlinah izvaja homosporija (tudi izosporija), v okviru katere se v sporangijih zgolj enega tipa tvorijo enake spore. Nasprotje so organizmi, kjer zasledimo tako imenovano heterosporijo (tudi anizosporijo), za katero je značilno, da nastajata dva tipa spor. Prve, ki jih imenujemo mikrospore, so manjše in se razvijejo v moško determiniran gametofit. Drugi tip spor predstavljajo makrospore (tudi megaspore), ki so precej večje od moških spor, in so osnova za nastanek žensko determiniranega gametofita. Sporangiju, v katerem nastajajo mikrospore, rečemo mikrosporangij. Nasprotno je makrosporangij (tudi megasporangij) mesto nastanka makrospor. Homosporija je precej pogosta med nižjimi rastlinami (npr. preslice) in nekaterimi evkarionti (recimo algami), medtem ko so heterosporne rastline predvsem semenke, pa tudi redke nižje rastline (recimo drežice, red Selaginellales, in vodne praproti, Salviniales). Homosporija naj bi bila izvorna strategija razširjanja, ki se je nato pri določenih taksonih razvila v heterosporijo.
Veliko raznolikost je mogoče zaslediti tudi v odnosih med sporofitom in gametofitom različnih taksonov. Pri mnogih algah so sporofiti in gametofiti ločeni neodvisni organizmi, ki so si lahko podobni ali ne. Za briofite (mahove, jetrenjake in rogovnjake) je značilen manj razvit sporofit, ki je življenjsko odvisen od gametofita. Četudi je sporofit mahov in rogovnjakov sposoben izvajanja fotosinteze, za nemoteno rast in razvoj potrebuje vodo ter hranila, ki jih zagotavlja gametofit. Drugačno razmerje velja med gametofitom in sporofitom višjih rastlin, kjer so gametofiti manj razviti, četudi so v geološkem obdobju devona nekatere višje rastline imele obe fazi ekvivalentni. Z evolucijskim razvojem rastlin je sporofit postajal pomembnejši in pri vseh višjih rastlinah je prav diploidna, nespolna sporofitska generacija dominantna.

## Življenjski cikel
Haploidne spore, ki z mejozo nastajajo v sporangijih diploidnih sporofitov, na ustreznem rastnem substratu poženejo večcelični gametofit. Pri tem se celice delijo zgolj z mitotskimi delitvami, pri katerih se ploidno stanje ne spreminja. Gametofit je spolna in haploidna generacija, na kateri nastajajo haploidne gamete (spolne celice), nakar se raznospolne gamete spojijo in nastane zigota, ki je diploidna. Iz zigote z mitotskimi delitvami zraste nov sporofit in cikel se ponovi.